# William Fairbairn

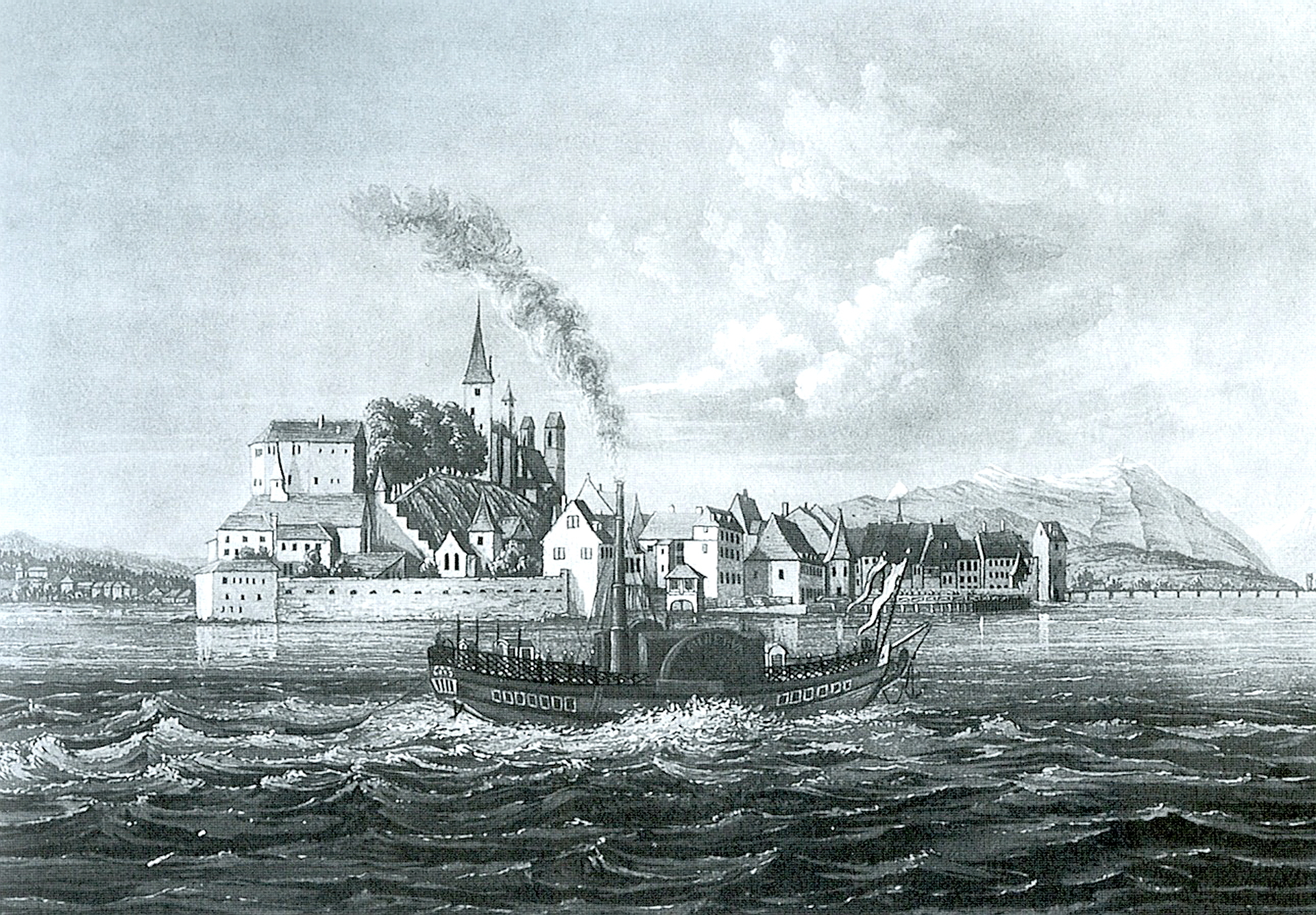
Ångfartyget «Minerva» av Rapperswil.

Sir William Fairbairn, 1:e baronet av Ardwick, född 1789 i Kelso i Skottland, död 1874, var en brittisk ingenjör och konstruktör av järn- och stålbyggnader.
William Fairbairn var uppväxt på en bondgård, och visade tidigt intresse för teknik. Han tog lärlingsplats hos en kvarnbyggare i Newcastle, där han blev bekant med George Stephenson. 1813 flyttade Fairbairn till Manchester för att jobba tillsammans med Adam Parkinson och Thomas Hewes. 1817 startade han en firma tillsammans med James Lillie för tillverkning av kvarnmaskiner. 
Fairbairn som var en föregångare med att bygga broar och fartyg i järnplåt. Det första ångfartyget i järn som byggdes under Fairbairns ledning sjösattes 1831. 1835 påbörjade han nybyggnaden av ett fartyg i Millwall nära London. 1847- 1849 var han verksam tillsammans med Robert Stephenson  med konstruktionen av Britanniabron över Menaisundet till Anglesey. Fairbairn jämförde ett fartygs skrov i sjögång med en flytande brokonstruktion  och beräknade materialets grovlek i fartyg efter den principen. Fairbairn utgav ett flertal skrifter med praktiska erfarenheter och vetenskapliga undersökningar av järn som byggnadsmaterial i fartyg och brobyggnad, samt flera andra skriftliga verk i ämnet järn och stål. Fairbairn var medlem av Royal Society i London och en av grundläggarna av British Association for the Advancement of Science.

## Publikationer
- Remarks on Canal Naviation. London: Longman, Rees, Orme, Brown & Green. 1831. Läst 4 juni 2009
- An Account of the Construction of the Britannia and Conway Tubular Bridges. London: John Weale. 1849. Läst 4 juni 2009
- Two Lectures: The Construction of Boilers, and on Boiler Explosions, with the means of prevention. http://books.google.co.uk/books?hl=en&id=VD5MAAAAMAAJ&dq=fairbairn+boiler&printsec=frontcover&source=web&ots=5RGGXukH7f&sig=JPUmEz1oMqXUJQ6DpGg_ggzsDhY&sa=X&oi=book_result&resnum=4&ct=result#PPA1,M1
- On Tubular Girder Bridges. London: W. Clowes and Sons. 1851. Läst 4 juni 2009
- On the Application of Cast and Wrought Iron to Building Purposes. London: John Weale. 1854 (1st Edition). Läst 4 juni 2009
- Useful Information for Engineers. London: Longmans. http://books.google.co.uk/books?hl=en&id=rkkOAAAAYAAJ&dq=fairbairn+boiler&printsec=frontcover&source=web&ots=Czk4wJZT7M&sig=PRo5w1QwMXBiw2buKQvzvJhAEfk&sa=X&oi=book_result&resnum=1&ct=result#PPR3,M1
- Iron, Its History, Properties, and Processes of Manufacture. Edinburgh: Adam and Charles Black. 1861. Läst 4 juni 2009
- Treatise on Mills and Millwork, Part I and Part II. London: Longmans, Green and Company. 1863 (1st Edition, Part I). Läst 4 juni 2009
- Experiments to determine the effect of impact, vibratory action, and long continued changes of load on wrought iron girders, (1864) Philosophical Transactions of the Royal Society, London vol. 154, p311
- Treatise on Iron Ship Building: Its History and Progress. London: Longmans, Green and Co. 1865 (1st Edition). Läst 4 juni 2009
- The Principles of Mechanism and Machinery of Transmission. Philadelphia: Henry Carey Baird. 1871. Läst 4 juni 2009
- The Life of Sir William Fairbairn, Bart., (ed. W. Pole, 1877)